# Europa Universalis III
Az Europa Universalis III egy valós idejű stratégiai játék, a Paradox Interactive sorozatának harmadik része.

## Játékmenet
A játékmenet nagyjából követi a két előd és a hasonló jellegű más időszakban játszódó játékok által már alaposan kitaposott utat, egy érdekesen megvalósított valós idejű stratégiai játékról van ugyanis szó.
A játéktér maga a Föld, az időszak pedig az 1453-tól a napóleoni háborúk kezdetéig (1792) terjedő időszak. A játék elején a játékos kiválaszthat magának egy országot, és annak sorsát követheti végig több mint 330 éven át. Az alapvető játékelemek nem változtak, itt is a legkisebb értelmes egység a térképen a tartomány vagy megye, itt lehet hajókat és katonákat előállítani, és ezek képzik a gazdaság alapját.
Új játékelem lett az is, hogy a játékos felfogadhat szakértőket, akik csekély pénzbeli apanázs fejében a birodalom fejlődését egy-egy területen nagymértékben előremozdítják. Másik nagyon fontos újítás az úgynevezett Nemzeti Eszme, amit úgy képzelhetünk el, hogy amint átlépünk egy-egy fejlődési küszöböt, kapunk egy listát lehetséges eszmékről (például az új világ meghódítása, vagy a sorozott hadsereg). Érdekes lehetőség még, hogy a játékos megváltoztathatja az államformát is.

## Kiegészítők
Az alapjáték után négy további kiegészítő jelent meg. Időrendi sorrendben: Napoleon's Ambition, In Nomine, Heir to the Throne, Divine Wind. A legnagyobb változás a játékidővel kapcsolatos: több mint négy évszázad terjedelemre bővült. Tovább rengeteg fontos módosítás jelent meg mind a diplomáciai, katonai, gyarmati, kereskedelmi és kormányzati rendszerben.